# William R. Trigg Company

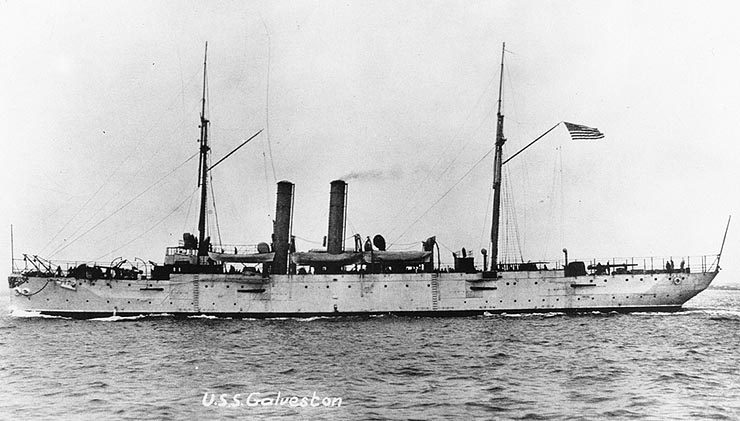
Cruzador protegido USS Galveston (CL-19) (1903).

William R. Trigg Company foi um estaleiro norte-americano com sede na Richmond, Virgínia. A empresa também conhecida como Trigg Shipbuilding Company foi fundada em 1899 esteve ativa até 1903 quando encerrou as suas atividades por falta de condições econômicas.

## Instalações

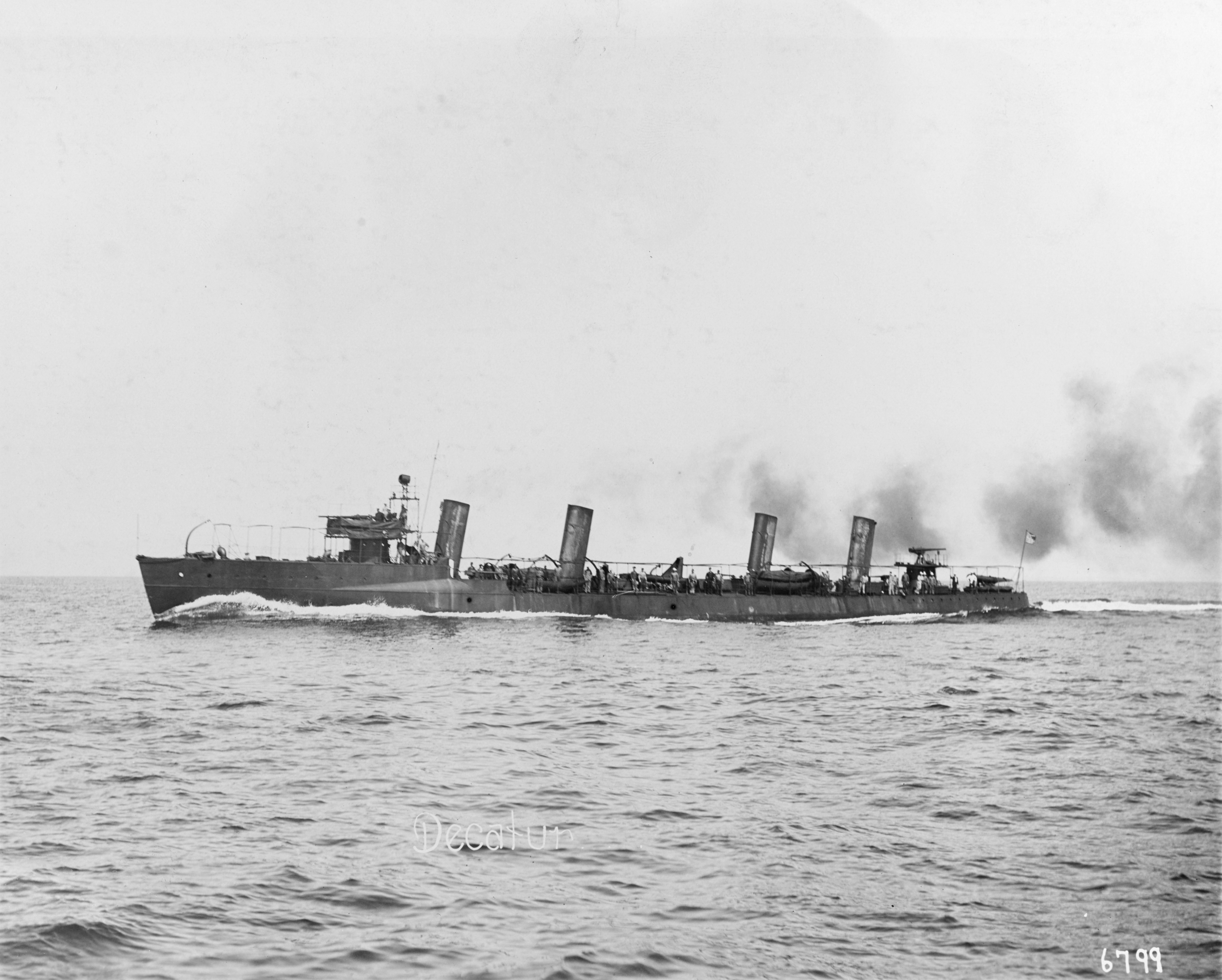
Contratorpedeiro USS Decatur (DD-5), da Classe Bainbridge (1902).

As instalações do estaleiro estavam localizadas as margens do Rio James, oque foi considerado fora de propósito pelos estaleiros instalados próximos ao mar.
Entre as embarcações construídas pela companhia para a Marinha dos Estados Unidos estão: USS Dale (DD-4) contratorpedeiro, USS Decatur (DD-5) contratorpedeiro, USS Shubrick (TB-31) torpedeiro,  USS Stockton (TB-32) torpedeira, USS Thornton (TB-33) torpedeira e USS Galveston (CL-19).